# Jindřich Blyssem
Jindřich Blyssem (latinsky Henricus Blissemius, německy Heinrich Blyssem, 1526 Bonn – 24. dubna 1586 Štýrský Hradec) byl německý jezuita a bojovník proti protestantství v Čechách. V letech 1561–1574 působil jako její rektor jezuitské koleje Ferdinandovy univerzity v Praze (Univerzita Karlova), krátce před koncem života pak jako provinciál Tovaryšstva Ježíšova v Rakousku.

## Život
Narodil se v Bonnu. Studoval církevní školy v Kolíně nad Rýnem a v Římě. Již v mládí vstoupil do nově založeného jezuitského řádu. Ignác Loyola, jeho spoluzakladatel, ho s jedenácti dalšími jezuity poslal do Čech, aby zde založili kolej s církevní školou a vedli veřejnou diskusi s přívrženci protestantství, především s učeními Martina Luthera a Jana Husa.
V roce 1556 se stal profesorem teologie a hebrejštiny na jezuitské koleji v Praze. Aby pokračoval v práci veřejných přednášek, které začal, uspořádal nedělní kurz polemiky pro duchovenstvo a laiky. V roce 1561 byl jmenován rektorem koleje v Praze, během svého zdejšího působení také kázal v katedrále sv. Víta na Pražském hradě.
V roce 1574 byl přeložen na kolej v Štýrském Hradci, kde rovněž působil jako rektor a pokračoval v přednáškách teologie. Od roku 1586 až do své smrti působil jako provinciál rakouské provincie Tovaryšstva Ježíšova.
Zemřel roku 1586 ve Štýrském Hradci.

## Dílo
Vedl vleklý polemický spor s českými kacíři a vydal soubor tezí: De ciborum delectu atque jejunio (Praha 1559). Po kritice Jacobem Heerbrandem ohledně jeho doktríny o církvi publikoval obhajobu své teze v díle Defensio statement theologicarum de verâ et sacrosanctâ Christi, quam habet in terris, Ecclesiâ militante (v Ingolstadtu, 1577). Jeho poslední a hlavní dílo, De uno geminoque sacrae eucharistiae synaxeos salubriter percipiendae ritu ac usu, bylo publikováno v Ingolstadtu roku 1585, když vykonával úřad jezuitského provinciála Rakouska.